# En yankee vid kung Arthurs hov
En yankee vid kung Arthurs hov (originaltitel: A Connecticut Yankee in King Arthur's Court) är en roman av Mark Twain som utgavs 1889. Berättelsen är en satirisk science fiction-roman som skapades av Mark Twain för att driva med samtidens riddarromantik. Kapitel 13 som försvarar den franska revolutionen och det efterföljande skräckväldet censurerades i den svenska översättningen. Citat ur detta finns på Wikiquote.

## Handling

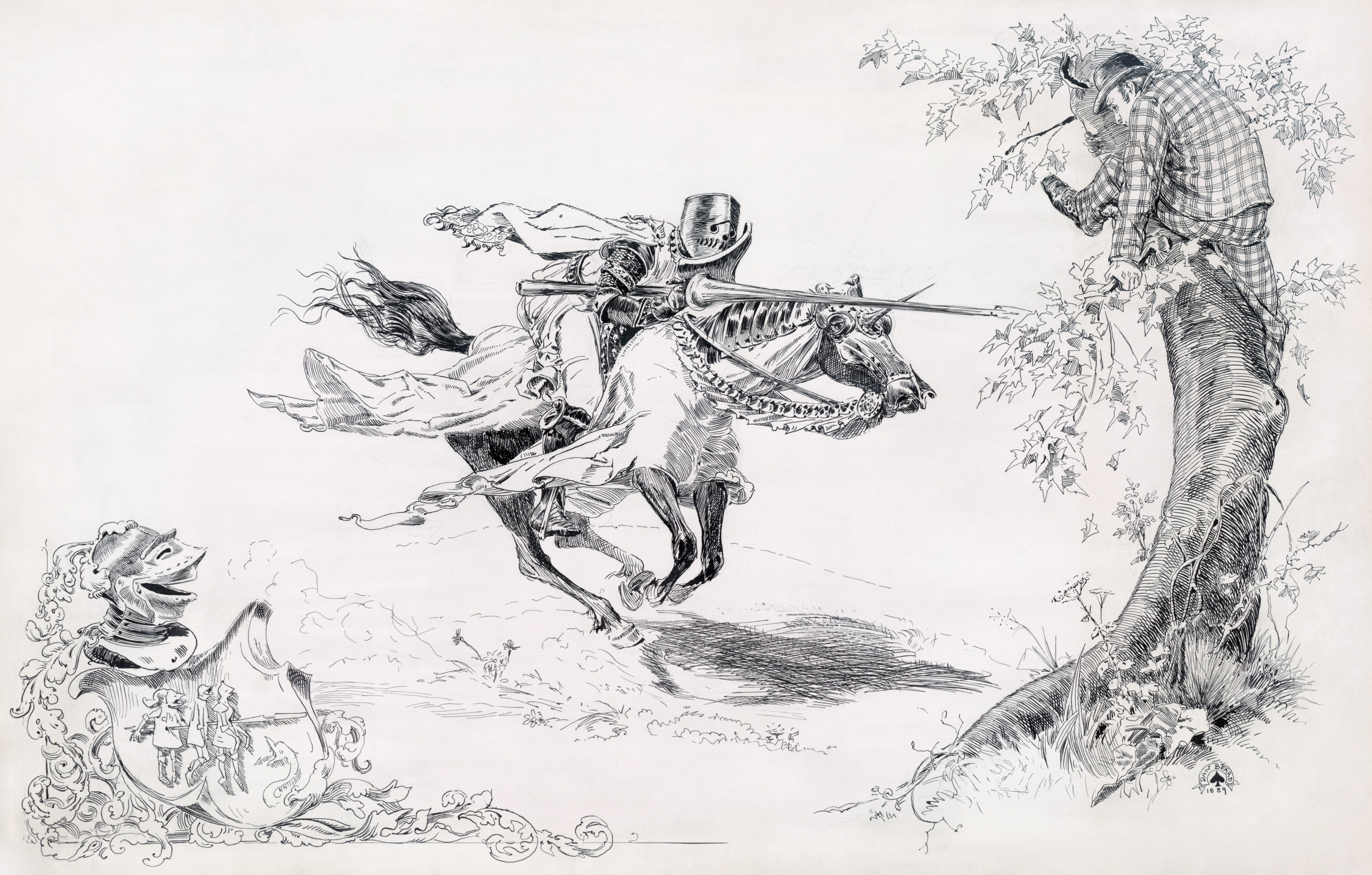
Hank Morgan skuggar en riddare.

Boken handlar om en yankee med namnet Hank Morgan som efter att ha fått ett slag i huvudet vaknar vid kung Arturs hov. Morgan blir tillfångatagen och skall avrättas men med kännedom om en solförmörkelse uppträder han som trollkarl och skonas. Morgan blir sedan Arturs ställföreträdare. Han använder sina vid tiden okända färdigheter till att skaffa sig själv och sina vänner fördelar. Han tillverkar bland annat en cykel och ett nät för telegrafi, samt publicerar en tidning. Mot sina fiender strider Morgan med sprängladdningar, gevär och fyrverkeri.
Medan Morgan befinner sig utomlands utbryter ett inbördeskrig på den brittiska ön och Artur dör. Morgan kommer tillbaka och utropar en republik, men kyrkan ställer sig i vägen och den andra stora trollkarlen i romanen, Merlin, försätter Morgan i djup sömn. Morgan vaknar först flera århundraden senare och överlämnar sina anteckningar till Mark Twain.

## Filmatiseringar och musikal
- 1921 stumfilm av Twentieth Century Fox.
- 1927 musikal av Richard Rodgers och Lorenz Hart.
- 1931 filmen A Connecticut Yankee med Will Rogers.
- 1949 musikfilm med Bing Crosby och Rhonda Fleming, med musik av Jimmy Van Heusen och Victor Young.
- 1970 animerad film av Zoran Janjic med Orson Bean som Morgans röst.
- 1978 animerade filmen A Connecticut Rabbit in King Arthur's Court med Snurre Sprätt.
- 1979 filmen En rymdman vid riddarnas bord av Walt Disney Company.
- 1988 sovjetiska filmen 'Новые приключения янки при дворе короля Артура'
- 1989 film av Paul Zindel med Keshia Knight Pulliam.
- 1992 filmen Army of Darkness av Sam Raimi.
- 1998 filmen Med datorn i Camelot med Whoopi Goldberg.
- 2001 filmen Black Knight med Martin Lawrence.

## Svenska utgåvor
- 1953 – Twain, Mark. En yankee vid kung Arthurs hov. Översättning: Astrid Borger. Stockholm: Lindqvist. Libris 2100049
- 1982 – Twain, Mark. En yankee vid kung Arthurs hov. Översättning: Sven-Ingmar Pettersson. Uddevalla: Niloe. Libris 7602686. ISBN 9171020969